# 格林布賴爾河
格林布赖爾河（Greenbrier River）是新河（New River）的支流，位於美國西維吉尼亞州東南部，長162英里（261公里），排水面積為1,656平方英里（4,290平方公里）。它是西維吉尼亞州最長的河流之一。